# ذيل الثعلب الأخضر
ذيل الثعلب الأخضر أو ذيل السنار  واسمه العلمي (باللاتينية: Setaria viridis) نوع نباتي عشبي ينتمي إلى جنس من الفصيلة النجيلية. يعد من الحشائش المهمة في المحاصيل الحقلية.